# Toʻraqoʻrgʻon
Toʻraqoʻrgʻon ist eine Stadt in der usbekischen Viloyat Namangan im Ferghanatal und Hauptort des gleichnamigen Bezirks.
Die Stadt liegt 15 km westlich der Viloyathauptstadt Namangan direkt neben dem Flughafen Namargan. Der Bahnhof Toʻraqoʻrgʻon an der Bahnstrecke Pop-Uchqoʻrgʻon der Usbekischen Eisenbahnen (Oʻzbekiston Temir Yoʻllari) liegt etwa 5 km südlich der Stadt.
Im Jahr 1979 erhielt Toʻraqoʻrgʻon den Status einer Stadt. Gemäß der Bevölkerungszählung 1989 hatte die Stadt 18.415 Einwohner, einer Berechnung für 2005 zufolge betrug die Einwohnerzahl 25.600.